# Bão Ida (1958)
Bão Ida, còn được biết đến với cái tên Bão Kanogawa (Kanogawa Typhoon (狩野川台風 Kanogawa Taifū)), là cơn bão làm chết nhiều người thứ ba tại Nhật Bản từng được ghi nhận. Ida hình thành vào ngày 20 tháng 9 năm 1958 trên khu vực gần Guam thuộc Tây Bắc Thái Bình Dương. Di chuyển về phía Tây, hệ thống tăng cường nhanh chóng và sang ngày hôm sau nó đã trở thành một cơn bão cấp ba trong thang bão Saffir-Simpson với vận tốc gió 115 dặm/giờ (185 km/giờ). Đến ngày 22 tháng 9, Ida chuyển hướng Bắc và tiếp tục mạnh lên một cách nhanh chóng. Hai ngày sau, máy bay săn bão đã quan sát được một mức áp suất khí quyển tối thiểu là 877 mb (25,9 inHg) cùng với vận tốc gió tối đa ước tính 325 km/giờ (200 dặm/giờ). Những con số này giúp Ida trở thành xoáy thuận nhiệt đới mạnh nhất trên Trái Đất vào thời điểm đó; kỷ lục này đã bị phá bởi cơn bão June 17 năm sau. Ida sau đó suy yếu khi tiếp tục di chuyển theo hướng Bắc - Đông Bắc trước khi đổ bộ vào vùng Đông Nam đảo Honshū của Nhật Bản vào ngày 26 với sức gió 120 dặm/giờ (190 km/giờ). Sang ngày hôm sau, Ida trở thành một xoáy thuận ngoại nhiệt đới, và cơn bão tan trong ngày 28 trên vùng biển phía Đông Nhật Bản. Ida đã gây ra lũ lụt nghiêm trọng tại vùng Đông Nam Nhật Bản, là nguyên nhân dẫn tới hơn 1.900 trận lở đất. Tổn thất ước tính vào khoảng 50 triệu USD, cùng với 1.269 trường hợp thiệt mạng.

## Lịch sử khí tượng
Bão nhiệt đới Ida hình thành vào ngày 20 tháng 9 năm 1958 trên vùng biển phía Đông Guam. Ban đầu, cơn bão di chuyển về phía Tây, vượt qua hòn đảo khi nó đang trong quá trình mạnh lên thành một cơn bão cuồng phong. Đến ngày 22, Ida bắt đầu di chuyển lên phía Bắc, theo một quỹ đạo thường thấy của những cơn bão Tây Bắc Thái Bình Dương trong tháng 9. Vào khoảng thời gian đó, phi đội săn bão báo cáo rằng mắt của Ida đang bị che mờ, và trong hơn 24 giờ sau thành mắt bão vẫn duy trì tình trạng chưa hoàn thiện. Tuy nhiên, trong giai đoạn hơn 14 giờ bắt đầu từ 1500 UTC ngày 23 tháng 9, Ida đã trải qua quá trình tăng cường mãnh liệt, với tốc độ giảm áp suất trung bình 5,8 mbar (0,17 inHg) một giờ. Mắt bão trở nên ngày một sắc nét hơn, vào gần thời điểm 0500 UTC ngày 24 tháng 9, một chiếc máy bay thám trắc đã thả một dropsonde (thiết bị thu thập số liệu) vào trong cơn bão lúc nó đang ở vị trí cách Guam khoảng 600 dặm (970 km) về phía Tây Bắc. Thiết bị này đã ghi nhận được một giá trị áp suất khí quyển 877 mbar (25,9 inHg), mức áp suất khiến cho Ida trở thành xoáy thuận nhiệt đới mạnh nhất trên Trái Đất vào thời điểm đó.
Vào khoảng thời điểm Ida đạt mức áp suất tối thiểu, phi đội săn bão đã ước tính vận tốc gió lớn nhất của Ida là 345 km/giờ (215 dặm/giờ). Chiếc máy bay thám trắc đã quan sát được nhiệt độ bề mặt trong mắt bão là 33 °C (92 °F) cùng với độ ẩm 50%; một mắt bão ấm và khô như vậy là khá bất thường đối với một địa điểm ngoài đại dương. Chưa đầy 36 tiếng kể từ sau thời điểm cơn bão đạt đỉnh, máy bay báo cáo mắt bão đã bị che phủ bởi mây, dấu hiệu của sự suy yếu. Cường độ của Ida dần suy giảm trước khi cơn bão tấn công vùng Đông Nam Honshu vào ngày 26 với sức gió 120 dặm/giờ (190 km/giờ) cùng áp suất khi đó là 949 mbar (28,0 inHg). Tiếp theo Ida di chuyển qua phần phía Đông của Nhật Bản và từ tỉnh Fukushima vươn ra Thái Bình Dương. Đến sáng sớm ngày 27, Ida trở thành xoáy thuận ngoại nhiệt đới, và tàn dư của nó đã vượt qua Sapporo và quần đảo Kuril trước khi tan vào ngày 28 tháng 9.
Vào lúc phi đội săn bão báo cáo giá trị áp suất tối thiểu của Ida, mức áp suất đo được này thấp hơn 10 mbar (0,30 inHg) so với kỷ lục cũ trước đó là 887 mbar (26,2 inHg) được thiết lập bởi một cơn bão Tây Bắc Thái Bình Dương vào năm 1927. Ida đã duy trì là cơn bão mạnh nhất cho đến năm 1973, khi bão Nora cũng đã đạt tới một mức áp suất thấp tương đương. Vào tháng 11 năm 1975, cơn bão June đã vượt qua kỷ lục này của Ida và Nora với áp suất 875 mbar (25,8 inHg). Đến tháng 10 năm 1979, Tip đã vượt qua June trở thành xoáy thuận nhiệt đới mạnh nhất từng được ghi nhận trên Trái Đất với áp suất 870 mbar (26 inHg) và đây là mức áp suất thấp kỷ lục vẫn còn duy trì cho đến ngày nay.
| Bão | Mùa bão | Áp suất | Áp suất |
| Bão | Mùa bão | hPa     | inHg    |
| --- | ------- | ------- | ------- |
| Tip | 1979    | 870     | 25.7    |
| June | 1975    | 876     | 25.9    |
| Nora | 1973    | 877     | 25.9    |
| Ida | 1958    | 877     | 25.9    |
| Kit | 1966    | 880     | 26.0    |
| Rita | 1978    | 880     | 26.0    |
| Vanessa                                                                                                   | 1984    | 880     | 26.0    |
| Irma | 1971    | 884     | 26.1    |
| Nina | 1953    | 885     | 26.1    |
| Joan | 1959    | 885     | 26.1    |
| Forrest                                                                                                   | 1983    | 885     | 26.1    |
| Megi | 2010    | 885     | 26.1    |
| Nguồn: Những phân tích theo dõi bão chính xác nhất của JMA Thông tin cho khu vực Tây Bắc Thái Bình Dương. |         |         |         |

## Tác động
| Tên bão    | Số hiệu | Tên tiếng Nhật      |
| ---------- | ------- | ------------------- |
| Marie      | T5415   | Bão Toyamaru        |
| Ida        | T5822   | Bão Kanogawa        |
| Sarah      | T5914   | Bão Miyakojima      |
| Vera       | T5915   | Bão Isewan          |
| Nancy      | T6118   | Bão Muroto số 2     |
| Cora       | T6618   | Bão Miyakojima số 2 |
| Della      | T6816   | Bão Miyakojima số 3 |
| Babe       | T7709   | Bão Okinoerabu      |
| Tham khảo: |         |                     |

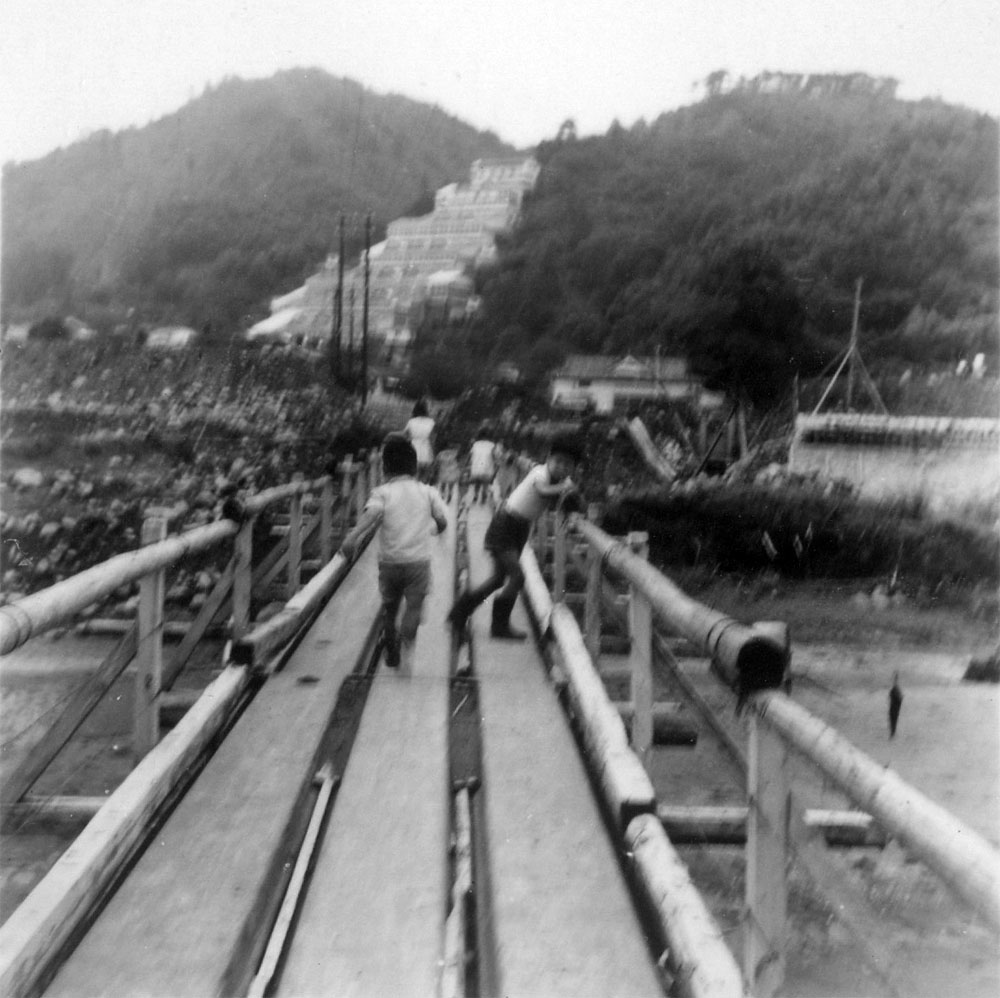
Thiệt hại tại Shizuoka, Izunokuni do Ida

Khi Ida tấn công Nhật Bản, nó đã gây ra những trận mưa rất lớn, lượng mưa tại núi Amagi thuộc Bán đảo Izu đạt tới 748,6 mm (29,47 inch). Tại thủ đô Tokyo, cơn bão đã trút xuống một lượng mưa xấp xỉ 430 mm (17 inch), đây là tổng lượng mưa trong ngày cao nhất từng được ghi nhận kể từ năm 1876. Trên khắp quốc gia này, những trận mưa đã gây lũ lụt dọc theo các con sông Kano, Merugo và Arakawa; và lũ trên sông Kano đã phá hủy những ngôi làng trên bán đảo Izu. Mưa cũng là nguyên nhân dẫn đến ít nhất 1.900 trận lở đất, 786 trong số đó xảy ra ở vùng Tokyo. Ở Chiba, nước biển dâng cao 1,1 m đã làm ngập lụt 120.000 mẫu Anh diện tích cánh đồng lúa. Đã có 32 con tàu bị chìm hoặc mất tích, và 20 tàu khác bị hư hại dọc theo vùng duyên hải. Ngoài mưa cơn bão còn gây ra gió với vận tốc lên tới 100 dặm/giờ (160 km/giờ), ở thủ đô Tokyo ghi nhận gió giật 80 dặm/giờ (130 km/giờ); dù vậy, thiệt hại do gió gây ra là nhỏ.
Một thông tin từ tạp chí Time vào đầu tháng 10 năm 1958 cho rằng Ida là cơn bão thảm khốc nhất tại Nhật Bản trong vòng 24 năm kể từ bão Maruto năm 1934. Ở vùng Tokyo, Ida đã gây mất điện trên diện rộng và làm gián đoạn nghiêm trọng hệ thống giao thông vận tải. Trong khoảng thời gian cơn bão hoành hành, thông tin liên lạc đến vùng bán đảo Izu, nơi chịu thiệt hại nặng nhất, đã bị cắt đứt. Đã có hơn 520.000 ngôi nhà bị ngập lụt trên toàn nước Nhật, một con số lớn nhất từng được ghi nhận. Với những tổn thất gây ra, Cơ quan Khí tượng Nhật Bản (JMA) đã gán cho Ida một cái tên địa phương đặc biệt: "Bão Kanogawa". Có 16.743 ngôi nhà đã chịu thiệt hại với các mức độ khác nhau, trong đó có 2.118 ngôi nhà bị phá hủy và 2.175 ngôi nhà khác bị hư hại nghiêm trọng. Mặc dù báo cáo ban đầu cho rằng đã có khoảng 500.000 người mất nhà cửa vì cơn bão, con số này về sau giảm xuống chỉ còn 12.000. Ngoài ra, Ida còn phá hủy hơn 244 tuyến đường cũng như các cầu đường sắt. Tổng thiệt hại ước tính 50 triệu USD (USD 1958), hay tương đương 20,6 tỉ Yên. Tổng cộng cũng đã có 1.296 người thiệt mạng và 1.138 người khác bị thương, khiến cho Ida trở thành cơn bão gây tổn thất nhân mạng lớn thứ ba tại Nhật Bản từng được ghi nhận. Trong tổng số người thiệt mạng có bao gồm cả 381 người mất tích được cho là đã chết.
Sau khi cơn bão lắng xuống, Quân đội Mỹ đã cung cấp hàng hóa và binh sĩ để giúp đỡ công tác cứu trợ. Khoảng 200 lính cứu hỏa ở những vùng dọc theo sông Kano cũng đã tham gia hỗ trợ các hoạt động này.